# Cliffortia baccans
Cliffortia baccans är en rosväxtart som beskrevs av William Henry Harvey. Cliffortia baccans ingår i släktet Cliffortia och familjen rosväxter. Inga underarter finns listade i Catalogue of Life.